# Cosas (programa de televisión)
Cosas fue un programa de televisión, emitido por TVE en la temporada 1980-1981. Se emitía los viernes en horario de sobremesa, entre las 15:30 y las 19 horas. 

## Formato
Emitido en directo simultáneamente desde los estudios de Prado del Rey en Pozuelo de Alarcón (Madrid), y Miramar en Barcelona, se trataba de un magacín de entretenimiento, con consejos para el ocio, y en el que se incluían desde entrevistas a personajes relevantes de la vida pública hasta concursos, humor, consejos de belleza, cinegética, botánica, literatura, actuaciones musicales y reportajes de interés.

## Presentadores
Durante las primeras semanas, la presentación corrió a cargo de Mónica Randall desde Barcelona y Marisa Abad y  Juan López Gil (Juan Estrella) embargo, poco después, Flores abandonaba el espacio, siendo sustituido por el popular Joaquín Prat. El trío permaneció al frente del programa hasta su retirada definitiva.
Además, ambos estaban acompañados en las labores de presentación por Lola Martínez, Isabel Bauzá y Elena Escobar, así como los consejos del Padre Mundina sobre el cuidado de plantas y la crónica social de Jesús Mariñas.

## Equipo técnico
- Director: José Lapeña Esquivel
- Realizador: Carmelo Sanz Barrera
- Coordinación: Eugenio Sanz Parrilla y Germán Rubial.
- Guiones: Juan José Plans y Antonio Hernáez.

## Premios
Marisa Abad y Joaquín Prat obtuvieron respectivamente los Premios TP de Oro a la Mejor Presentadora y al Mejor Presentador, por su labor al frente del programa.

## Otras cosas
En la temporada 1981-1982, el programa fue sustituido por Otras cosas. El esquema fundamental del nuevo espacio era el mismo, aunque se perdieron algunos de los elementos que habían hecho de Cosas uno de los programas de mayor aceptación el año anterior.
Las dos presentadoras estrella, Abad y Randall abandonaron el programa, aunque se mantuvo Joaquín Prat, acompañado por Elena Escobar, Lola Martínes, Isabel Bauzá y Mari Ángeles Morales. El horario de emisión se retrasó hasta las 19 y la duración del programa se redujo a una hora. 
Otras cosas no alcanzó la repercusíón de su predecesor y al final de la temporada, se suspendió definitivamente su emisión.